# Aongstroemia
Aongstroemia, rod pravih mahovina u porodici Dicranaceae. Postoji desetak vrsta.
1. Aongstroemia appressa Hampe ex C. Müller, 1900
2. Aongstroemia filiformis Wijk & Margadant, 1960
3. Aongstroemia fitzgeraldii (Renauld & Cardot) C. Müller, 1900
4. Aongstroemia gayana C. Müller, 1848
5. Aongstroemia heteromalla (Hedwig) C. Müller, 1848
6. Aongstroemia julacea Mitten, 1869
7. Aongstroemia lamyi Boulay, 1872
8. Aongstroemia longipes Bruch & W. P. Schimper in B.S.G., 1846
9. Aongstroemia orientalis Mitten, 1891
10. Aongstroemia sauteri C. Müller, 1848
11. Aongstroemia subcompressa Hampe in C. Müller, 1859